# Piața Muncii (stație de metrou)
Piața Muncii este o stație de metrou din București. Este penultima stație a magistralei 1 pe sensul de mers spre Dristor 2.